# Сичівка (Старобільський район)
Сичі́вка — село в Україні, у Марківській селищній громаді Старобільського району Луганської області. Населення становить 321 осіб.